# گرگور ونتسل
 گرگور ونتسل (انگلیسی: Gregor Wentzel؛ زاده ۱۷ فوریهٔ ۱۸۹۸ درگذشته ۱۲ اوت ۱۹۷۸) یک فیزیک‌دان اهل آلمان بود.
وی همچنین برنده جوایزی همچون مدال ماکس پلانک شده است.